# Церковная правда (Константинополь)
Ἐκκλησιαστικὴ Ἀλήθεια (греч. «церковная правда» или «церковная истина») — центральный журнал Константинопольской православной церкви, издававшийся в Константинополе во времена Османской империи.
Начал издаваться в 1880 году по благословению патриарха Константинопольского Иоакима III и первоначально назывался «Правда» (Αλήθεια), но в 1881 году был переименован в «Церковную правду».
В 1923 году в связи с тяжёлым финансовым положением Константинопольской Патриархии журнал прекратил своё существование. Последний номер был опубликован 27 октября 1923 года. Лишь в 1926 году Константинопольской Патриархии удалось начать выпуск официального журнала, который получил название «᾿Ορθοδοξία».
В 1990 году ставропигиальный монастырь Влатадон в Салониках начал оцифровку старых выпусков журнала.

## Главные редакторы
- Мануил Гедеон (1881—1885, 1888—1890)
- Афанасий (Пиперас) (1901)
- Каллиник (Деликанис) (1901—1909)
- Христофор (Книтис) (1909—1910)
- Хрисанф (Филиппидис) (1911—1912)
- Герман (Гарофаллидис) (1922—1923)